# Pigeon Falls
Pigeon Falls è un villaggio degli Stati Uniti d'America, situato in Wisconsin, nella contea di Trempealeau.